# Myospila brunettiana
Myospila brunettiana este o specie de muște din genul Myospila, familia Muscidae. A fost descrisă pentru prima dată de Günther Enderlein în anul 1927. Conform Catalogue of Life specia Myospila brunettiana nu are subspecii cunoscute.